# Cyathea plagiostegia
Cyathea plagiostegia är en ormbunkeart som beskrevs av Edwin Bingham Copeland. Cyathea plagiostegia ingår i släktet Cyathea och familjen Cyatheaceae. Inga underarter finns listade.